# Krugerrand
Krugerrand – południowoafrykańska moneta bulionowa. Złoty krugerrand uważany jest za pierwszą na świecie monetę bulionową. Zaliczany jest także do grona tzw. wielkiej szóstki – najbardziej rozpoznawalnych i renomowanych monet bulionowych świata.

## Historia
Złote krugerrandy są bite w mennicy południowoafrykańskiej od 3 lipca 1967. Początkowo dostępne były tylko monety zawierające dokładnie jedną uncję trojańską (toz, ang. troy ounce), czyli 31,1035 g czystego złota. Od 1980 roku bite są również monety o wadze 1/2, 1/4 i 1/10 uncji. Z powodu polityki apartheidu wywóz krugerrandów do wielu krajów był zabroniony w latach 70. i 80.
Nazwa krugerrand jest dwuczłonowa i pochodzi od nazwiska Paula Krugera, prezydenta Republiki Południowoafrykańskiej w latach 80. i 90. XIX wieku oraz waluty RPA – rand. Pomimo nieposiadania nominału krugerrandy są pełnoprawnym środkiem płatniczym w RPA. Jego wartość jest równa aktualnej cenie zawartego w monecie kruszcu. 
Po raz pierwszy krugerrandy wybito ze srebra w wersji proof oraz brilliant uncirculated w 2017 r. z okazji 50. rocznicy bicia złotych krugerrandów. Standardową wersję bitych ze srebra próby 999 i wadze jednej uncji trojańskiej krugerrandów wprowadzono na rynek w 2018 r. Oprócz tego od 2020 r. wybijane są także dwuuncjowe srebrne krugerrandy w wariancie proof. 

## Wygląd i parametry
Krugerrandy bite są ze złota 22-karatowego (próby 916) z niewielką domieszką miedzi (8,333%) w celu zwiększenia twardości i zabezpieczenia przed zarysowaniem i ścieraniem. Ponieważ zawierają dokładnie jedną uncję (lub odpowiednio 1/2, 1/4 lub 1/10 uncji) złota, ich rzeczywista masa jest odpowiednio większa.
| wielkość | wartość nominalna | waga (g) | średnica (mm) | zawartość złota (g) | zawartość złota (toz) |
| -------- | ----------------- | -------- | ------------- | ------------------- | --------------------- |
| Full     | 1 oz              | 33,930   | 32,69         | 31,1035             | 1,0000                |
| Half     | 1/2 oz            | 16,965   | 27,00         | 15,5518             | 0,5000                |
| Quarter  | 1/4 oz            | 8,482    | 22,00         | 7,7759              | 0,2500                |
| Tenth    | 1/10 oz           | 3,393    | 16,50         | 3,1104              | 0,1000                |

Awers monety przedstawia popiersie Paula Krugera, w otoku napis SUID AFRIKA w języku afrikaans i SOUTH AFRICA po angielsku, na rewersie umieszczono wizerunek antylopy springbok, narodowego symbolu Południowej Afryki, rok emisji, nominał i zawartość złota (również w obu językach).  Od 2017 r. krugerrandy są dodatkowo zabezpieczone przed fałszerstwem za pomocą umieszczonej na rewersie pod tylnymi nogami antylopy mikroskopijnie wygrawerowanej nazwy monety.